# Hofmann Personal Stadion
Das Hofmann Personal Stadion ist ein Fußballstadion im Stadtteil Kaplanhof der österreichischen Stadt Linz. Es liegt am nordöstlichen Ende der südlichen Linzer Donaupromenade, dem Donaupark. Das Stadion ersetzte das ehemalige Donauparkstadion, welches sich an selber Stelle befand und ist seit Juli 2023 die Heimspielstätte des FC Blau-Weiß Linz.

## Geschichte
Im Dezember 2019 präsentierte das Architekturbüro Kneidinger aus Linz erstmals Pläne für den Bau ein neues Stadion sowie eines Möbelhauses.  Das Land Oberösterreich unterstütze das Projekt finanziell, allerdings gedeckelt auf einen Beitrag von drei Mio. Euro. Es trat aber schon mit Präsentation der Pläne eine Explosion der Kosten von ursprünglich neun Mio. auf über 27 Mio. Euro ein, was das Stadion zum teuersten Stadion pro Sitzplatz machte. Mitte Jänner 2021 stimmte der Finanzausschuss der Stadt mit großer Mehrheit für das Bauvorhaben mit dem Stadionumbau und der Errichtung des Möbelhauses von XXXLutz.
Am 16. September 2021 wurde der symbolische Spatenstich für den Umbau mit 5000 Plätzen ausgeführt. Der Bauherr war die Donauparkstadion Linz Errichtungs- und Verwaltungs GmbH & Co KG. Für die gesamte Projektleitung war die Immobilien Linz GmbH & Co KG Projektmanagement verantwortlich. Der Entwurf stammte von der Margula & Mauch Architects ZT GmbH. Die Kosten lagen zu diesem Zeitpunkt bei 29,85 Mio. Euro, was einen Preis von 5980 Euro pro Zuschauerplatz bedeutete. Beim Bau des Stadions wurde das Spielfeld im Vergleich zum Donauparkstadion in Nord-Süd-Richtung gedreht und ist nun parallel zur neuen Eisenbahnbrücke ausgerichtet. Unter dem Stadion befindet sich die Lagerhalle des Möbelhauses.
Neben den Partien der ersten Männermannschaft von Blau-Weiß werden auch Spiele der U20 und der U21 sowie der Frauenmannschaft des Clubs in der neuen Fußballarena ausgetragen. Das Bauunternehmen Granit GmbH aus Graz erhielt im Juli 2021 den Auftrag als Totalunternehmer zur Ausführung der Bauarbeiten. Nach fast zwei Jahren Bauzeit wurde das Stadion von der Stadt Linz mit einer Feier am 5. Juli 2023 eröffnet. Das Eröffnungsspiel zwischen dem FC Blau-Weiß Linz und dem PSV Eindhoven (1:2) fand zehn Tage später statt.

## Verkehrsanbindung
Individualverkehr
Das Stadion liegt an der Straßerau, die über die Anschlussstelle Hafenstraße der Mühlkreis Autobahn und die Hafenstraße anfahrbar ist.
Öffentlicher Verkehr
Direkt am Stadion liegt die Haltestelle Donauparkstadion der Linz Linien mit den Linien 12 und 25. In unmittelbarer Nähe befindet sich außerdem die Haltestelle Petzoldstraße. Hier hält die Linie 27. Die nahe Eisenbahnbrücke führt trotz ihres Namens keine Eisen- oder Straßenbahn.